# Gilgit (Landschaft)
Gilgit ist eine Landschaft im äußersten Nordwesten der Region Gilgit-Baltistan. Das zwischen 1500 und 1800 Meter hoch gelegene Tal von Gilgit umfasst eine Fläche von 9273 km². Es liegt an der Südseite des Karakorum und wird vom Fluss Gilgit, der aus Kafiristan vom Lahorigebirge kommt und rund 50 Kilometer unterhalb der Stadt Gilgit in den Indus mündet, durchzogen. Die Bewohner sind mehrheitlich schiitische Muslime.
Aufgrund eines relativ milden Klimas werden Reis und Baumwolle sowie in großem Umfang Obst, besonders Granatäpfel, Maulbeeren, Feigen, Melonen und Trauben, angebaut. Getrocknete Aprikosen, Korinthen und Seide stellen wichtige Exportartikel dar.
Gilgit ist seit 1979 an den nahezu ganzjährig befahrbaren Karakorum Highway (KKH) angeschlossen.
Gilgit wurde bis Mitte des 19. Jahrhunderts von einem eigenen Fürsten regiert. 1860 eroberte es der Maharadscha von Kaschmir mit seiner 4000 Mann zählenden Armee nahezu kampflos. Nach der Unabhängigkeit Britisch-Indiens und dem folgenden Konflikt zwischen den beiden neu gegründeten Staaten Indien und Pakistan fiel Gilgit an letzteren.
Der Hauptort Gilgit liegt in dem von mäßig hohen Bergen umgebenen Tal hauptsächlich rechts des gleichnamigen Flusses etwa 1530 Meter über dem Meeresspiegel. Er ist die Hauptstadt von Gilgit-Baltistan, den früheren pakistanischen Nordgebieten.